# Long Pants
Long Pants (también conocida como Johnny Newcomer) es una película, del género comedia muda de 1927. Protagonizada por Harry Langdon y dirigida por Frank Capra. Otros intérpretes de la película son Gladys Brockwell y Alan Roscoe.

## Argumento
Cuenta la historia de Harry Shelby (Langdon) cuya madre le ha mantenido con pantalones cortos durante años. Un día, finalmente, Harry consigue sus pantalones largos.
Inmediatamente su familia pretende que se case con Priscilla, su novia de la infancia (Priscilla Bonner). Pero Harry se enamora de Bebe Blair (Alma Bennet), una mujer fatal de la gran ciudad que tiene un novio en la mafia.
Harry cree que Bebe está también interesada en él, así que cuando ella está en la cárcel, decide arriesgarlo todo para sacarla de allí. Esto le lleva a Harry a tener un montón de problemas. Durante toda la odisea, Priscilla espera que Harry se enfrente a la realidad.

## Reparto
- Harry Langdon – Harry Shelby
- Gladys Brockwell – Su madre
- Alan Roscoe – Su padre
- Priscilla Bonner – Priscilla su novia
- Alma Bennett – Bebe Blair